# Главное здание (Университет Святого Эдуарда)
Главное здание (Главный корпус) Университета Святого Эдуарда (англ. Main Building St. Edward's University) — главное здание Университета Святого Эдуарда в городе Остин, штат Техас.
Главное здание, построенное в 1888 году и перестроенное после пожара в 1903 году, было внесено в Национальный реестр исторических мест США в 1973 году.

## История
Когда в 1873 году преподобным Эдвардом Сорином был основан Университет Святого Эдуарда, расположенный на сельскохозяйственных угодьях к югу от Остина, сразу встал вопрос о создании здания для этого учебного заведения. Для проектирования здания был нанят архитектор Николас Клейтон из Галвестона, штат Техас.

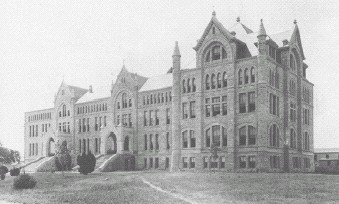
Главное здание в 1889 году

Им был создано большое четырёхэтажное здание в стиле неоготики с высокими готическими окнами — его строительство началось в 1887 году и завершено в 1888 году. 9 апреля 1903 года оно было уничтожено пожаром, после чего университет поручил Клейтону, построить новое здание по тому же проекту с учётом противопожарных функций тех лет. В течение весны и лета того же года происходило его строительство и оно было готово к работе к началу осеннего семестра 1903 года. Одновременно с новым Главным зданием было построено ещё одно здание — Holy Cross Hall с таким же дизайном, но в меньшем масштабе.
С момента своего открытия в Главном здании размещались административные офисы учебного учреждения. Во время Второй мировой войны в нём располагалась военная академия и летная школа. Holy Cross Hall использовался как общежитие с аудиториями и конференц-залом.
В 1922 году обрушившийся на кампус торнадо, повредил южную сторону здания, что потребовало капитального ремонта. Следующий капитальный ремонт был выполнен в 1986 году — чтобы привести здание в соответствие с современными строительными нормами и укрепить наружные стены. Ремонт внешней каменной кладки, кровли и окон был проведен в 2014 году вместе с восстановлением оригинального колокола колокольни.

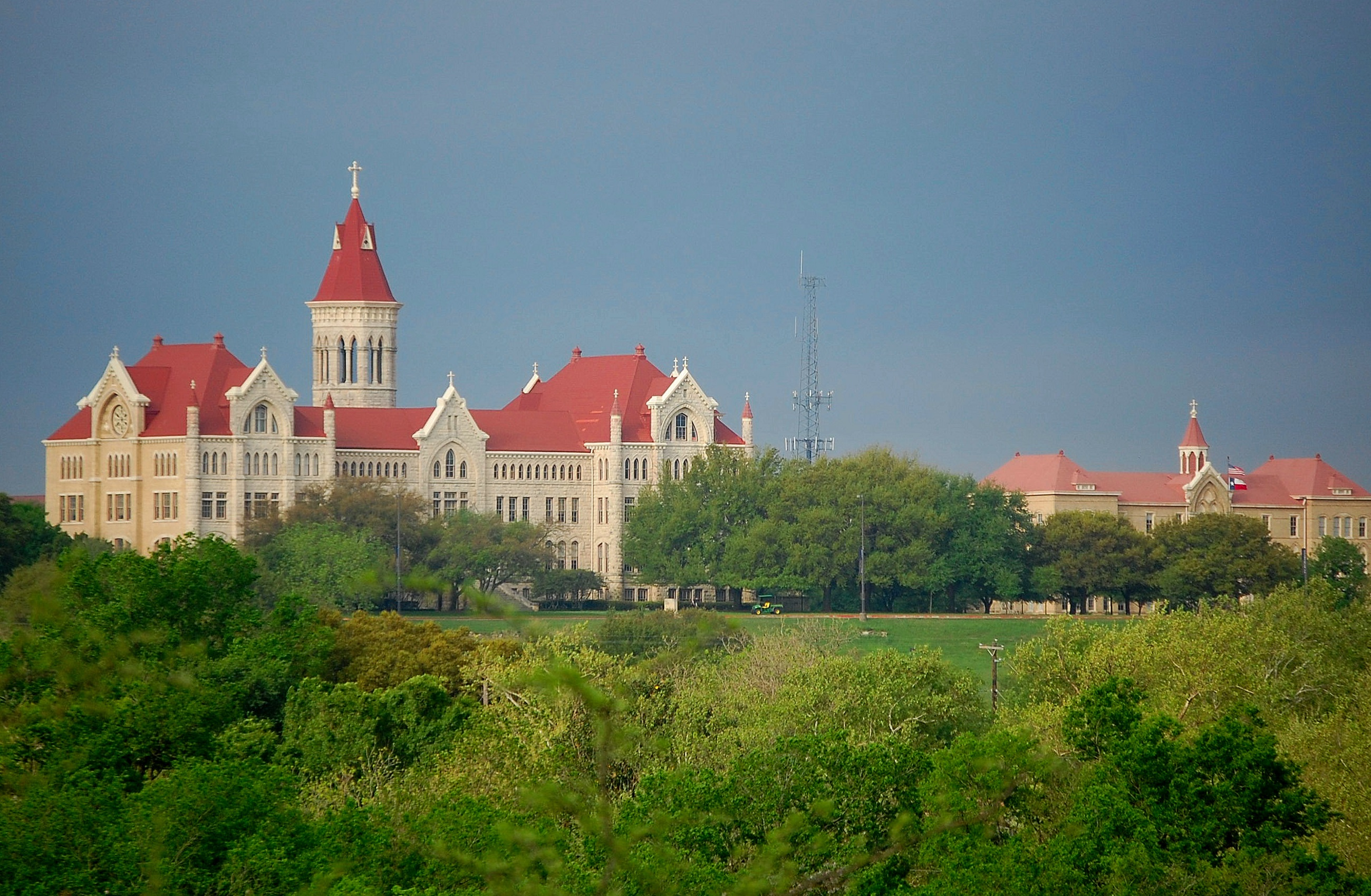
Главное здание и Holy Cross Hall (справа от него)

Построенный после пожара рядом с Главным зданием Holy Cross Hall представляет собой упрощенную версию архитектурного дизайна своего соседа. Он имеет ту же общую планировку, но занимает значительно меньшую площадь и имеет всего три этажа. Вместо колокольни Главного здания, Holy Cross Hall имеет небольшую одноэтажную башенку.